# Intasat
Intasat (kurz für Instituto Nacional de Técnica Aerospacial Satélite) war der erste spanische Satellit. Er diente der Erforschung der Ionosphäre.

## Aufbau
Das Raumfahrzeug war ein zwölfseitiges gerades Prisma mit einem Eckenmaß von 44,2 cm und einer Höhe von 41 cm. Die Baken-Antennen erstreckten sich von beiden Enden des Satelliten aus entlang der Spinachse über etwa 175 cm. Vier 49 cm lange Telemetrieantennen erstreckten sich von einem Ende aus schräg nach außen. Der Lagesteuerungsmagnet mit Dämpfungsstäben stellte die Ausrichtung auf den lokalen Magnetfeldvektor innerhalb von zwei Wochen nach dem Start sicher. Das 16-V-Stromnetz wurde von zwölf Nickel-Cadmium-Batterien betrieben, die von Solarzellen an den Seiten des Satelliten aufgeladen wurden.

## Betrieb
Intasat wurde am 15. November 1974 von der Vandenberg Air Force Base zusammen mit NOAA 4 und OSCAR 7 mit einer Delta-2310-Rakete gestartet. Die Baken-Leistung wurde kurz nach der Trennung vom Startfahrzeug mit einem Timer eingeschaltet. Ein Killer-Timer-System hat das Raumfahrzeug nach zwei Jahren ausgeschaltet.
Die Umlaufbahn war sonnensynchron, mit Äquatorkreuzung, die anfangs mittags und um Mitternacht Ortszeit auftrat. Etwa 40 Bodenbeobachter nutzten das Experiment für die ionosphärische Untersuchung.